# Igreja Reformada Evangélica da Índia
A Igreja Reformada Evangélica da Índia , também chamada de Igreja Reformada Evangélica na Índia (IREI)  - em Inglês Evangelical Reformed Church - é uma denominação reformada continental na Índia, constituída em 2003, através da ONG Mission of Peace Making.

## História
Em 2003, a ONG Mission of Peace Making iniciou um trabalho de evangelismo e plantação de igrejas nas regiões de Himachal Pradexe, Punjab, norte de Chandigarh e leste de Orissa, com a ajuda de igrejas locais das Igrejas Reformadas Unidas na América do Norte e de outras igrejas reformadas continentais dos Estados Unidos. Consequentemente, igrejas formam implantadas em diversas cidades.
Para o treinamento de novos membros e futuros líderes, foi criado o Instituto Teológico Reformado, dirigido pelo Rev. Anup Hiwale.
A partir da expansão do trabalho, foram organizadas 84 igrejas.

## Relações Inter-eclesiásticas
A igreja possui relações com as Igrejas Reformadas Unidas na América do Norte.
Além disso, faz parte da Fraternidade Presbiteriana e Reformada da Índia, Fraternidade Reformada Mundial e da Conferência Internacional das Igrejas Reformadas (desde 2022).